# Mnichowy Przechód

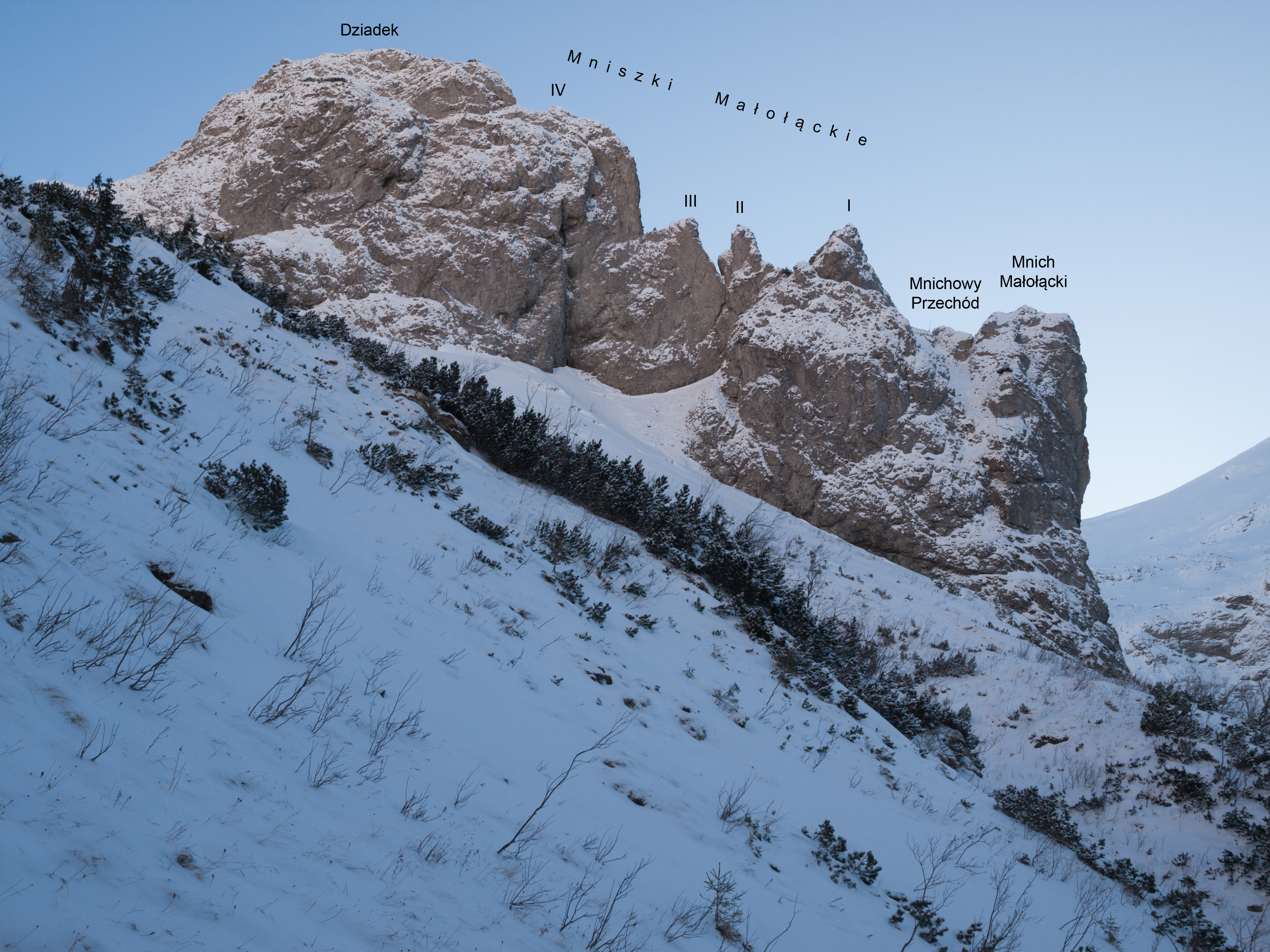
Widok od północy, ze żlebu Kondrackiej Przełęczy

Mnichowy Przechód (ok. 1590 m) – przełączka w Mnichowej Grani w Dolinie Małej Łąki w polskich Tatrach Zachodnich. Znajduje się pomiędzy Mnichem Małołąckim (ok. 1600 m) a pierwszą, najniższą z czterech turniczek zwanych Mniszkami Małołąckimi. Mnichowy Przechód jest jedynym łatwo dostępnym miejscem w tej grani. Najłatwiejsze wejście na tę przełączkę prowadzi od północnej strony, z żółtego szlaku turystycznego prowadzącego z Wielkiej Polany na Kondracką Przełęcz. Na północną stronę opada z Mnichowego Przechodu bardzo stromy, skalisto-trawiasty żlebek, wejście na przełączkę nie prowadzi jednak nim, lecz innym, niewielkim żlebkiem po wschodniej stronie pierwszego Mniszka. Można też wejść z południowej strony, z Niżniej Świstówki, przez Żleb Poszukiwaczy Jaskiń. To przejście jest trudniejsze; trzeba pokonać pierwszy próg tego żlebu (II stopień skali trudności UIAA), później skalisto-trawiaste urwisko (I stopień trudności).
Mnichowy Przechód jest jedynym miejscem, z którego bez problemu można wyjść na Mnicha, na wszystkie pozostałe strony opada on pionowymi, a nawet przewieszonymi ścianami. Jest to jednak teren zamknięty dla turystów i taterników (obszar ochrony ścisłej Wantule, Wyżnia Mała Łąka).